# 궈바오러우

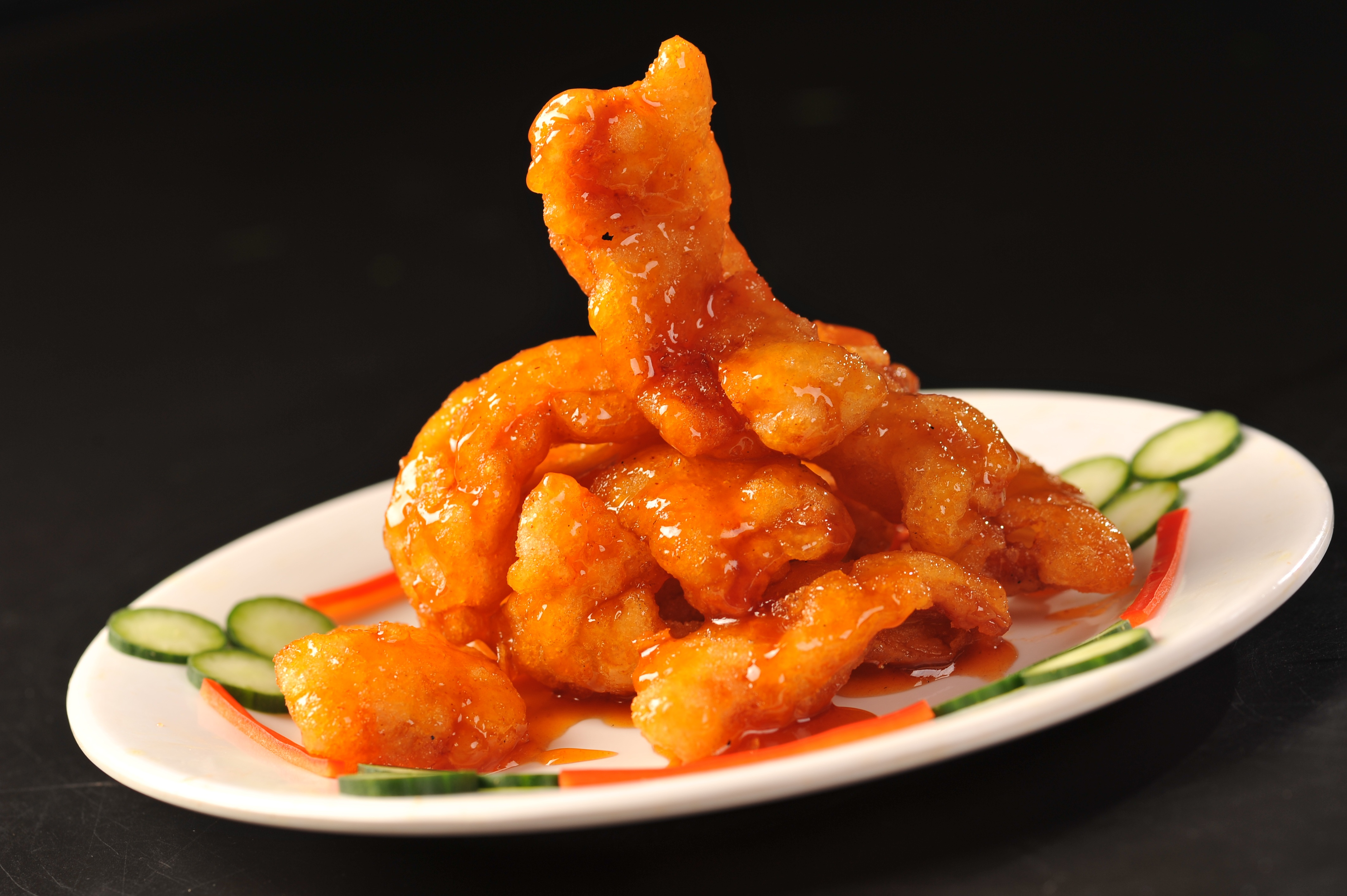
꿔바로우

궈바오러우(鍋包肉)는 중국 둥베이식 탕추 요리의 일종으로 돼지고기를 편으로 썰어서 감자전분을 묻혀 바삭하게 튀겨낸 요리로 새콤달콤한 맛이 특징이다. 감자 전분으로 튀김옷을 입힌 돼지고기에 새콤달콤한 소스를 묻힌 하얼빈의 대표 요리다. 
몇몇 저자는 원래의 달고 신 소스가 중국 지방 인 후난에서 나왔다고 말했으나, 이 지역의 소스는 가벼운 식초와 설탕 혼합물로 중국인을 포함한 거의 대부분의 사람들이 달콤하고 신맛이라고 부르는 것과 닮지 않았다. 중국의 많은 장소에서 서양화 된 중국 요리에서 흔히 볼 수 있는 것처럼 요리보다는 생선 및 고기 용 담그기 소스로 달고 신 소스를 사용한다.

## 이름
‘중국식 찹쌀 탕수육’으로도 알려진 궈바오러우는 한국에선 '꿔바로우'로 불리기도 한다. 하지만 중국 현지에서 꿔바로우는 고기가 들어간 누룽지탕에 가까운 음식이니 발음에 주의할 것. 
궈바오러우의 원래 이름에는 재료를 뜨거운 기름에 폭탄 터뜨리듯 재빨리 익히는 방법을 뜻하는 '터질 폭(爆, [bào])'을 쓴 '궈바오러우(锅爆肉)'였다. 그러다 외국인들이 내리꽂는 성조의 발음을 하기 어려워하자 이후 가운데 한자를 '바오(包, [bāo])'로 바꾸게 되었다고 한다.
중국어 표기: 锅包肉 독음: 과포육

## 같이 보기
- 구로육
- 찹쌀탕수육
- 탕추리지